# Cheram (shahrestan)
Cheram (persiska: چِرام), även Charam eller Choram, eller Shahrestan-e Cheram (شهرستان چرام), en delprovins (shahrestan) i Iran. Den ligger i provinsen Kohgiluyeh och Buyer Ahmad, i den centrala delen av landet. Administrativt centrum är staden Cheram.
Delprovinsen hade 33 543 invånare 2016.